# Епархия Терамо-Атри
Епархия Терамо-Атри (лат. Dioecesis Aprutina seu Teramensis-Hatriensis seu Atriensis, итал. Diocesi di Teramo-Atri) епархия Римско-католической церкви, в составе митрополии Пескары-Пенне, входящей в церковную область Абруццо-Молизе. В настоящее время епархией управляет епископ Микеле Сечча. Викарный епископ — Давиде Паньяттелла. Почетный епископ — Антонио Нуцци.
Клир епархии включает 199 священников (121 епархиальных и 78 монашествующих священников), 11 диаконов, 84 монахов, 177 монахинь.
Адрес епархии: Piazza Martiri della Libertà 14, 64100 Teramo.
Патронами епархии Терамо-Атри являются Святой Берардо да Пальяра (Терамо) и Святая Репарата (Атри).

## Территория
В юрисдикцию епархии входят 125 приходов в 37 коммунах Абруццо: все 37 в провинции Терамо — Альба-Адриатика, Атри, Башано, Белланте, Канцано, Кастеллальто, Кастелли, Колледара, Чивителла-дель-Тронто, Контрогуерра, Коррополи, Кортино, Кроньялето, Фано-Адриано, Джулианова, Изола-дель-Гран-Сассо-д’Италия, Монторио-аль-Вомано, Морро-д’Оро, Мошано-Сант-Анджело, Нерето, Нотареско, Пьетракамела, Пинето, Розето-дельи-Абруцци, Сант-Омеро, Сильви, Терамо, Торано-Нуово и Тоссичия.
Все приходы образуют 10 деканатов: Терамо, Атри, Кампли, Джулианова, Изола-дель-Гран-Сассо-д’Италия, Монторио-аль-Вомано, Нерето, Розето-дельи-Абруцци, Сант-Атто и Торричелла-Сикура.
Кафедра епископа находится в городе Терамо в церкви Санта Мария Ассунта, восстановленной и освященной епископом Гвидо II в 1176 году; в городе Атри находится сокафедральный Собор Санта Мария Ассунта, который впервые упоминается в булле Папы Иннокентия II от 1140 года.

## История
По преданию, кафедра в Терамо была основана Святым Апостолом Петром, но, вероятнее всего, она была основана между II и IV веками. В булле Папы Анастасия IV от 1153 года говорится, что епископская юрисдикция архиерея Терамо распространена на земли между реками Тронто и Вомано, горами Монти делла Лага и Адриатическим морем.
В середине XIII века епископ Маттео I, захваченный в заложники, во время нападения на Терамо жителей Асколи Пичено, был освобожден по ходатайству Папы Иннокентия IV.
В Атри кафедра была основана 1 апреля 1251 года, но уже 15 марта 1252 года она была присоединина к епархии Пенне буллой Licet ea всё того же Папы Иннокентия IV.
1 июля 1949 года епархия Пенне была объединена с новой епархией Пескара, а территория епархии Атри объединялась с епархией Терамо по принципу aeque principaliter. Возглавлявший кафедру Терамо и Атри, епископ Джилла Винченцо Греминьи подчинялся напрямую Святому Престолу.
30 сентября 1986 года при епископе Абеле Конильи епархии были объединены в единую епархию Терамо-Атри, которая была включена в митрополию Пескары-Пенне.

## Ординарии епархии

### Кафедра Терамо
| - Оппортуно (601); - Бонифачо; - Лючо Апрутино; - Элеутерио; - Бенедетто; - Джизульфо; - Деодато; - Пармионе Интерамнензе; - Эраклио; - Паоло Петито (798); - Джованни I (804); - Адальберто (865); - Сигизмондо (844); - Джеремия (855); - Джованни II (874 или 879); - Руджеро I (887); - Джованни III; - Ландольфо (948); - Пьетро I (976); - Пьетро II (990); - Сансоне (1000); - Суджерио (1046); - Пьетро III (1056); - Угоне (1086); - Гвидо I (1100); - Уберто (1103); - Святой Берардо да Пальяра (1110 — 19.12.1122); - Гвидо II (1123—1170); - Дионизио (1170—1174) — назначен архиепископом Амальфи; - Аттоне I (1174); - Сассо (1205); - Аттоне II (1221); - Пьетро IV (1229); - Сильвестро (1232—1235); - Аттоне III (1236—1249); - Маттео де Балато (31.12.1252 — 1267); - Маттео де Барили (1260) — антиепископ; - Джентиле да Сульмона (1267); - Райнальдо де Барили (1272); - Руджеро II (1282); - Франческо (1295); - Райнальдо ди Аквавива (1301); - Никколо дельи Арчони (27.6.1317 — 1355); - Стефано ди Терамо (1355); - Пьетро де Валле (1363); - Коррадо де Мелатино (17.3.1396 — 1405); | - Антонио Мелатино (19.111405 — 1407) — апостольский администратор; - Марино де Токко (14.2.1407 — 1412); - Стефано Да Каррара (3.10.1412 — 26.11.1427) — назначен епископом Трикарико; - Бенедетто Гвидалотти (29.10.1427 — 7.1.1429) — назначен епископом Реканати и Мачерата; - Джакомо Черретани (1429); - Мансуэто Сфорца дельи Аттендоли (1441); - Франческо Мональдески † (6.9.1443 — 25.9.1450) — назначен епископом Асколи Пичено; - Блаженный Антонио Фатати (6.11.1450 — 1460) — назначен вспомогательным епископом Сиены; - Джованни Антонио Кампано (23.5.1463 — 7.7.1477); - Пьетро Минутоло (1478); - Франческо де Перес (9.10.1479 — 26.10.1489) — назначен архиепископом Таранто; - Джованни Баттиста Петруччи (26.1.1489 — 18.10.1493) — назначен епископом Казерты; - Филиппо Порчелли (18.10.1493 — 1517); - Камилло Порци (1517); - Франческо Керигатто (1522—1539); - Бартоломео Гвидиччони (12.12.1539 — 22.3.1542); - Бернардино Сильвери-Пикколомини (1542); - Джакомо Савелли (13.4.1545 — 26.5. 1546) — апостольский администратор; - Джованни Джакомо Барба (1546 — 3.7.1553) — еремит-августинец, назначен епископом Терни; - Джакомо Сильвери-Пикколомини (1553—1581); - Джулио Риччи (1581—1592); - Винченцо Буджати да Монтесанто (1592) — доминиканец; - Джамбаттиста Висконти (1609) — еремит-августинец; - Джироламо Фиджини-Одди (1639—1659); - Анджело Маузони (1659); - Филиппо Монти (1665 — 2.6.1670) — назначен епископом Асколи Пичено; - Джузеппе Армени (28.7.1670 — 25.5.1693); - Леонардо Кассьяни (24.8.1693 — 5.11.1715); - Джузеппе Риганти (29.3.1719 — 3.11.1720); - Франческо Мария Танси (16.7.1721 — 18.7.1723); - Пьетро Агостино Скорца (12.6.1724 — 9.4. 1731) — назначен архиепископом Амальфи; - Томмазо Алеззио де Росси (9.4.1731 — 1749); - Панфило Антонио Маццара (21.4.1749 — 31.8.1766); - Игнацио Андреа Самбьязе (16.2.1767 — 16.9.1776) — театинец, назначен архиепископом Концы; - Луиджи Мария Пирелли (17.2.1777 — 1804) — театинец, назначен архиепископом Тарни; - Франческо Антонио Нанни (26.6.1805 — 8.3.1822) — лазарист; - Джузеппе Мария Пеццелла (1823—1830) — августинец; - Алессандро Береттини (5.7.1830 — 1849); - Паскуале Таччоне (30.9.1850 — 20.10.1856); - Микеле Милелла ([20.6.1859 — 1888) — доминиканец; - Франческо Тротта (1.6.1888 — 1902); - Алессандро Беньямино Дзанеккья-Джиннетти (18.6.1902 — 21.2.1920) — босой кармелит; - Сеттимио Квадрароли (26.8.1921 — 1927); - Антонио Микоцци (23.12.1927 — 1944); - Джилла Винченцо Греминьи (18.1.1945 — 1.7.1949) — назначен епископом Терамо и Атри; |  |

### Кафедра Терамо и Атри
- Джилла Винченцо Греминьи (1.7.1949 — 29.6.1951) — назначен епископом Новары;
- Станислао Амилькаре Баттистели (14.2.1952 — 22.2.1967) — пассионист;
- Абеле Конильи (16.2.1967 — 30.9.1986) — назначен епископом Терамо-Атри.

### Кафедра Терамо-Атри
- Абеле Конильи (30.9.1986 — 31.12.1988);
- Антонио Нуцци (31.12.1988 — 24.8.2002);
- Винченцо Д’Aддарио (24.8.2002 — 1.12.2005);
- Микеле Сечча (с 24 июня 2006 года — по настоящее время).

## Статистика
На конец 2010 года из 248 000 человек, проживающих на территории епархии, католиками являлись 240 000 человек, что соответствует 96,8 % от общего числа населения епархии.
| год  | население | население | население | священники | священники        | священники         | священники                           | постоянные диаконы | монахи  | монахи  | приходы |
| год  | католики  | всего     | %         | всего      | белое духовенство | черное духовенство | число католиков на одного священника | постоянные диаконы | мужчины | женщины | приходы |
| ---- | --------- | --------- | --------- | ---------- | ----------------- | ------------------ | ------------------------------------ | ------------------ | ------- | ------- | ------- |
| 1950 | 202.002   | 202.230   | 99,9      | 217        | 179               | 38                 | 930                                  |                    | 61      | 231     | 165     |
| 1969 | 211.036   | 213.741   | 98,7      | 236        | 161               | 75                 | 894                                  |                    | 135     | 294     | 121     |
| 1980 | 223.000   | 225.000   | 99,1      | 229        | 145               | 84                 | 973                                  | 1                  | 94      | 288     | 175     |
| 1990 | 237.000   | 239.000   | 99,2      | 177        | 120               | 57                 | 1.338                                | 9                  | 62      | 168     | 187     |
| 1999 | 240.000   | 248.000   | 96,8      | 193        | 123               | 70                 | 1.243                                | 5                  | 74      | 168     | 207     |
| 2000 | 240.000   | 248.000   | 96,8      | 190        | 120               | 70                 | 1.263                                | 12                 | 74      | 168     | 187     |
| 2001 | 240.000   | 248.000   | 96,8      | 190        | 120               | 70                 | 1.263                                | 12                 | 74      | 168     | 187     |
| 2002 | 240.000   | 248.000   | 96,8      | 186        | 116               | 70                 | 1.290                                | 12                 | 74      | 168     | 187     |
| 2003 | 240.000   | 248.000   | 96,8      | 186        | 116               | 70                 | 1.290                                | 11                 | 74      | 168     | 187     |
| 2004 | 240.000   | 248.000   | 96,8      | 186        | 116               | 70                 | 1.290                                | 11                 | 73      | 168     | 187     |
| 2010 | 240.000   | 248.000   | 96,8      | 199        | 121               | 78                 | 1.206                                | 11                 | 84      | 177     | 187     |